# Ensemble pour la Šumadija
Ensemble pour la Šumadija, (en serbe cyrillique : Заједно за Шумадију ; en serbe latin : Zajedno za Šumadiju ; en abrégé : ZZŠ), précédemment connu sous le nom de Ensemble pour Kragujevac, est un mouvement démocratique libéral fondé en 2009. Il a son siège à Kragujevac et est présidé par le maire de Kragujevac Veroljub Stevanović,.
Les objectifs premiers du parti sont la décentralisation, un développement régional équitable et l'intégration euro-atlantique de la Serbie[réf. nécessaire].

## Historique

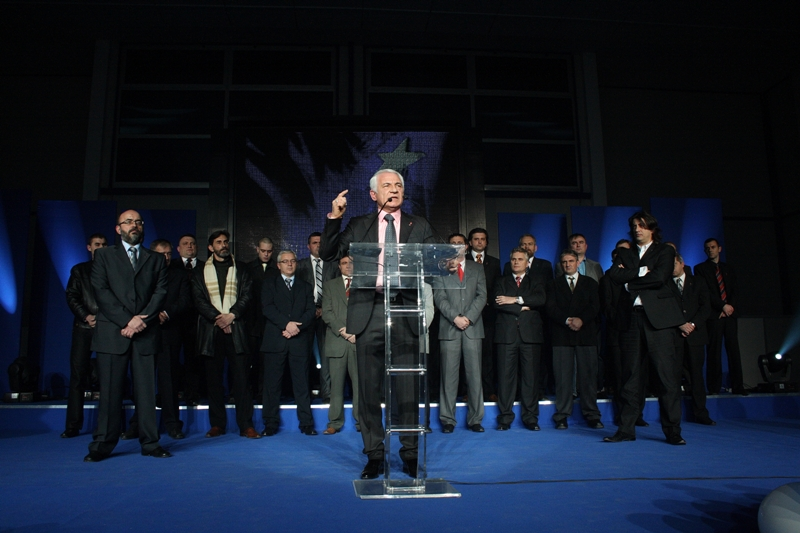
Ensemble pour la Šumadija, 2 mai 2009

En 2004, Veroljub Stevanović est élu maire de Kragujevac sous l'étiquette du Mouvement serbe du renouveau (SPO). En 2005, une partie du SPO quitte le parti et fonde le Mouvement démocratique serbe du renouveau (SDPO), avec deux coprésidents, Vojislav Mihailović et Veroljub Stevanović. En 2008, les deux coprésidents entraînent avec eux chacun une moitié du SPDO et, aux élections locales serbes de 2008, Veroljub Stevanović lance un mouvement de citoyens appelé « Ensemble pour Kragujevac » (ZZK). Lors de ces élections locales, à Kragujevac, il forme une coalition avec le parti G17 Plus et constitue la liste « Tous ensemble pour Kragujevac » qui remporte l'élection.
Le ZZK participe aux élections législatives de mai 2008 sur la liste du G17 Plus,  au sein de la coalition Pour une Serbie européenne soutenue par le président Boris Tadić. Ensemble pour Kragujevac remporte ainsi 2 sièges à l'Assemblée nationale de la république de Serbie sur les 24 réservés au G17 Plus ; l'un de ces sièges revient à Veroljub Stevanović, l'autre à Saša Milenić.
Le congrès constitutif de Ensemble pour la Šumadija se tient le 2 mai 2009 à Kragujevac. Lors des élections législatives serbes de 2012, le mouvement participe à la coalition Régions unies de Serbie (URS) emmenée par Mlađan Dinkić, le président du G17 Plus,. Trois membres du mouvement, Nikola Jovanović, Saša Milenić et Slavica Saveljić, qui figurent sur la liste commune, sont élus députés à l'Assemblée nationale et sont inscrits au groupe parlementaire de l'URS,,.

## Organisation

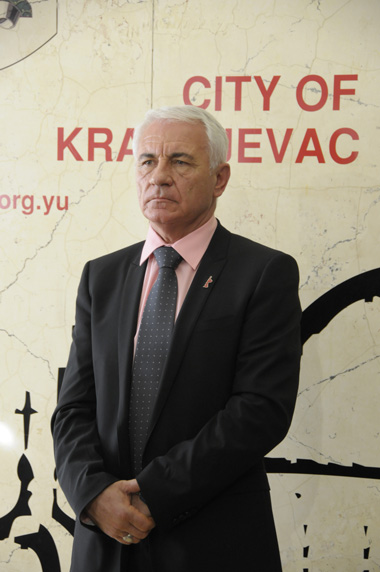
Veroljub Stevanović

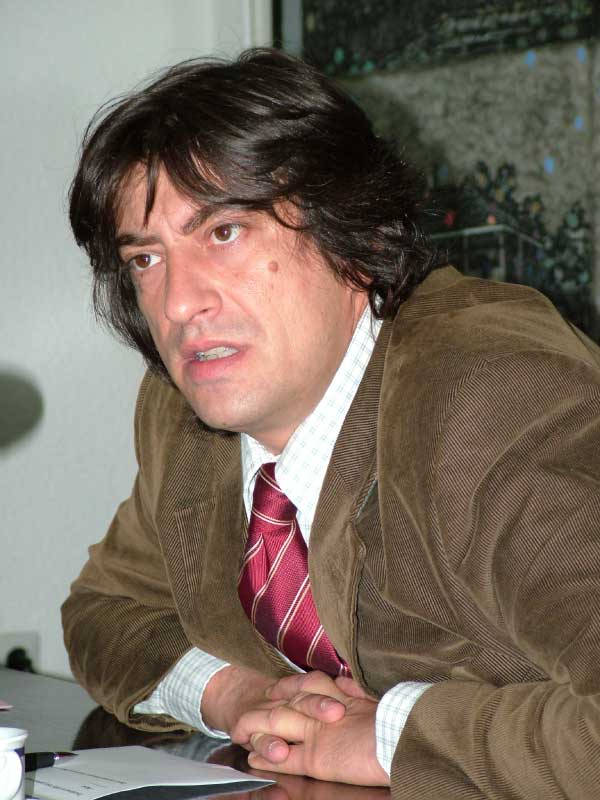
Saša Milenić

### Membres du conseil
Les membres du conseil du parti sont les suivants (2013) :
- Veroljub Stevanović, président
- Slavica Saveljić, vice-présidente, Kragujevac
- Saša Milenić, vice-président, Kragujevac
- Nebojša Vasiljević, vice-président, Kragujevac
- Branko Lazović, vice-président, Čačak
- Goran Jovanović, Smederevska Palanka
- Željko Kušić, Topola
- Saša Živanović
- Milan Marković, Kragujevac
- Miša Milosavljević
- Ivica Samailović, Kragujevac
- Dobrica Milovanović
- Marina Panić
- Srđan Biorac, Batočina
- Miladin Lazović, Čačak
- Nikola Jovanović
- Dragan Gačić, Gornji Milanovac
- Zlatko Milić, Directeur
- Zoran Palčić, Chef du Centre d'information

### Membres du conseil des Régions unies de Serbie
Les membres du conseil des Régions unies de Serbie (URS) issus du parti sont les suivants (2013) :
- Veroljub Stevanović, vice-président de l'URS, Kragujevac
- Saša Milenić, membre de la présidence de l'URS, Kragujevac
- Nebojša Vasiljević, membre du conseil de l'URS, Kragujevac
- Branislav Lazović, membre du conseil de l'URS, Čačak
- Zlatko Milić, membre du conseil de l'URS, Kragujevac
- Zoran Palčić, membre du conseil de l'URS, Kraguevac
- Bojan Stojadinović, membre du conseil de l'URS, Kragujevac
- Goran Jovanović, membre du conseil de l'URS, Smederevska Palanka
- Miladin Lazović, membre du conseil de l'URS, Čačak
- Nikola Jovanović, membre du conseil de l'URS, Trstenik
- Dragan Gačić, membre du conseil de l'URS, Gornji Milanovac
- Željko Kušić, membre du conseil de l'URS, Topola
- Aleksandar Živanović, membre du conseil de l'URS, Kragujevac
- Slavica Saveljić, membre du conseil de l'URS, Kragujevac
- Srđan Biorac, membre du conseil de l'URS, Batočina
- Nada Milićević, membre du conseil de l'URS, Kragujevac
- Milan Marković, membre du conseil de l'URS, Kragujevac
- Ivica Samailović, membre du conseil de l'URS, Kragujevac
- Milorad Kostić, membre du conseil de l'URS, Mladenovac
- Miša Milosavljević, membre du conseil de l'URS, Kraljevo
- Srđan Vidojević, membre du conseil de l'URS, Rača
- Dragan Jevtović, membre du conseil de l'URS, Kragujevac
- Milan Mitrović, membre du conseil de l'URS, Rekovac
- Aleksandar Raković, membre du conseil de l'URS, Aranđelovac
- Milan Ivković, membre du conseil de l'URS, Topola
- Dragan Mišović, membre du conseil de l'URS, Knić
- Gradimir Jovanović, membre du conseil de l'URS, Trstenik
- Adam Đokić, membre du conseil de l'URS, Kruševac
- Dragan Matović, membre du conseil de l'URS, Kraljevo
- Dobrica Milovanović, membre du conseil de l'URS, Kragujevac
- Nebojša Radosavljević, membre du conseil de l'URS, Batočina
- Snežana Katić Živanović, membre du conseil de l'URS, Kragujevac